# Liste portugiesisch-südafrikanischer Städte- und Gemeindepartnerschaften
Diese Liste portugiesisch-südafrikanischer Städte- und Gemeindepartnerschaften führt die Städte- und Gemeindefreundschaften zwischen den Ländern Portugal und Südafrika auf.
Trotz der langen portugiesisch-südafrikanischen Beziehungen sind bislang erst drei Partnerschaften zwischen portugiesischen und südafrikanischen Kommunen entstanden oder angebahnt. Die erste entstand 1987 zwischen Funchal auf der portugiesischen Insel Madeira und der südafrikanischen Hafenstadt Kapstadt.

## Liste der Städtepartnerschaften und -freundschaften
| Portugiesischer Ort | Südafrikanischer Ort | Seit | Anmerkung              |
| ------------------- | -------------------- | ---- | ---------------------- |
| Funchal             | Kapstadt             | 1987 |                        |
| Lagos               | Ugu                  | 2007 | Kooperationsabkommen   |
| Maia                | Mbombela             |      | seit 2015 in Anbahnung |